# 포항시의 지질

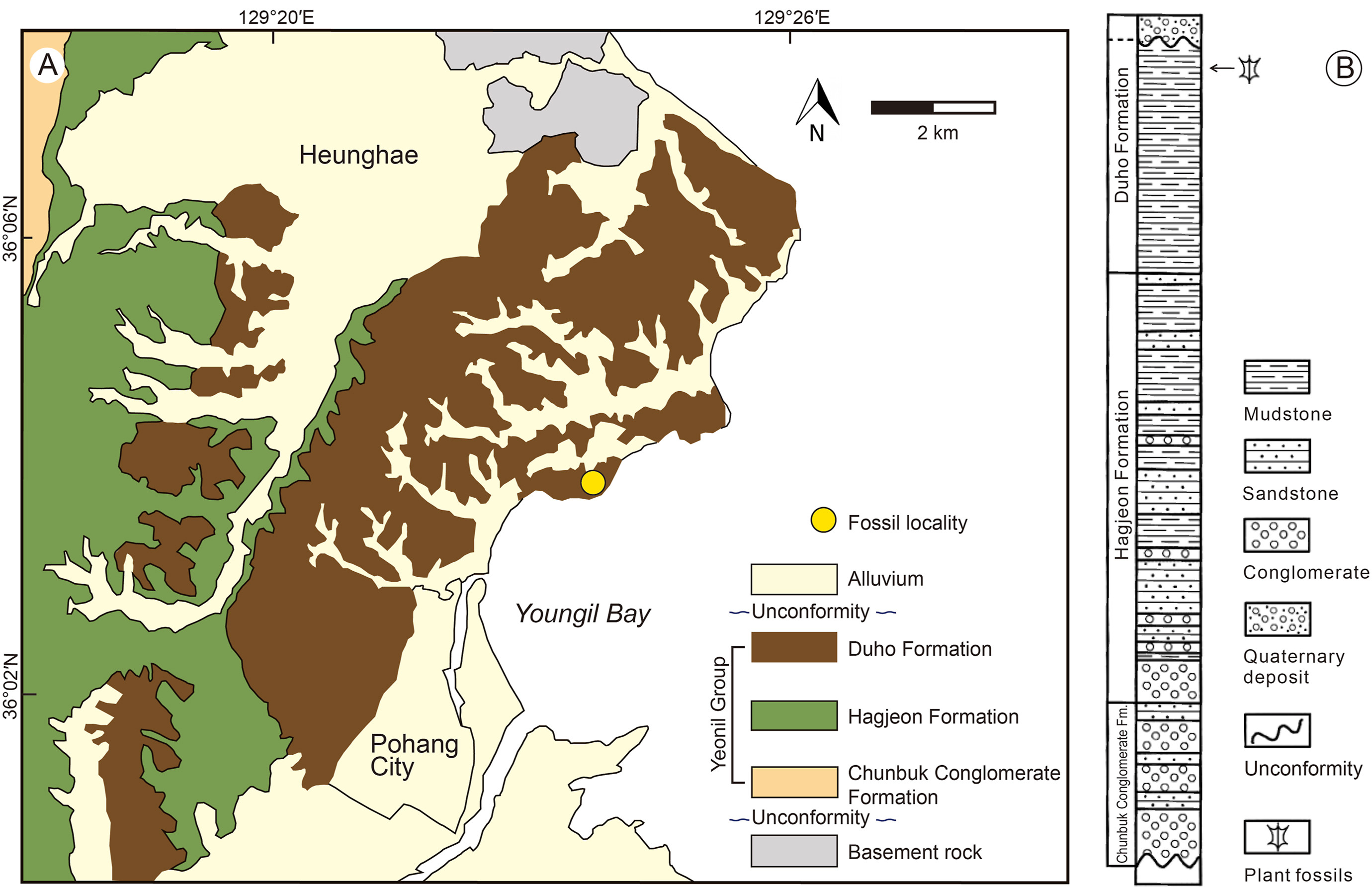
포항 분지 동부 연일층군 두호층과 학전층의 분포도

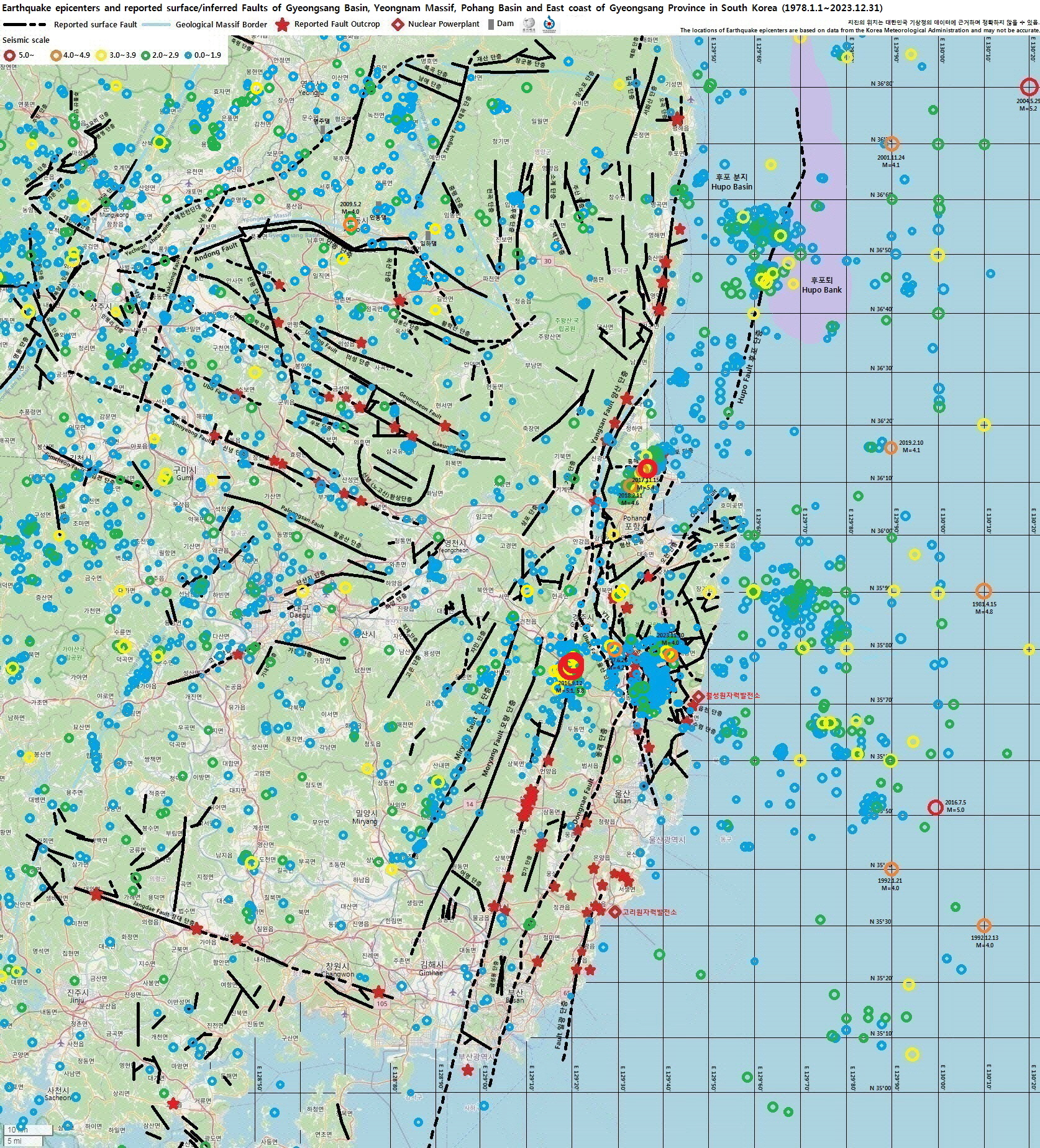
포항시와 양산 단층, 후포 단층, 포항 분지, 장기 분지

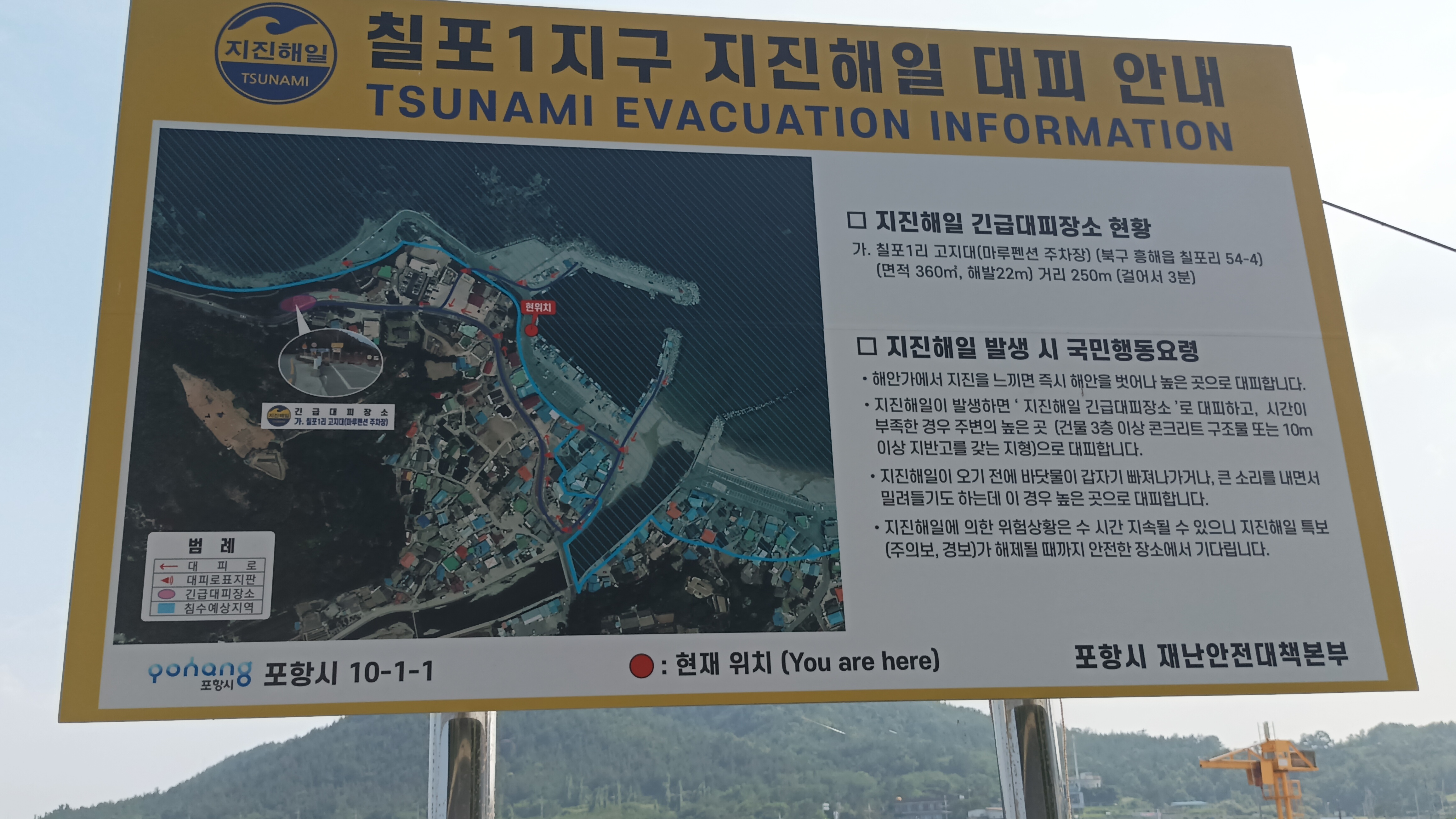
포항시 흥해읍 칠포리의 지진해일 대피 안내판

본 문서에서는 경상북도 포항시의 지질과 신생대 제3기 지층이 분포하는 포항 분지, 장기 분지에 대해 설명한다.

## 개요
포항시는 신생대 제3기 마이오세에 형성된 퇴적 분지 포항 분지 및 장기 분지 상에 위치해 있어, 경상북도의 다른 지역과는 달리 신생대 제3기의 퇴적암 지층으로 구성되어 있다. 다만 포항시 서부는 부분적으로 경상 분지에 속해 기계면, 기북면, 죽장면, 송라면, 청하면 일부 지역에는 중생대 백악기의 퇴적암, 화산암 지층인 경상 누층군이 일부 분포한다. 포항 분지의 서측에 양산 단층이 지나간다. 1:5만 지질도폭 상으로, 
- 도평 지질도폭(1973) 남동부 (죽장면 북부, 꼭두방재)
- 청하 지질도폭(1968) 중·남부 (죽장면 하옥리, 내연산, 송라면, 청하면)[2]
- 기계 지질도폭(1975) 동부 (죽장면 남부, 기북면, 기계면)[3]
- 포항 지질도폭(1964) 대부분 (신광면, 흥해읍, 형산강 북부 포항시 시가지)[4]
- 연일·구룡포 지질도폭(1922) 북동부 (연일읍, 형산강 남부 포항시 시가지, 동해면 남서부, 장기면)
- 대보 지질도폭(2021) 전역 (동해면 북동부, 호미곶면, 구룡포읍 북부)[5]

## 중생대백악기경상 누층군하양층군과 유천층군
중생대에 형성된 경상 분지를 구성하는 퇴적암 지층 경상 누층군은 포항시 서·북부인 기계면과 신광면, 청하면, 죽장면 그리고 호미곶의 일부 지역에 분포한다.
평해-포항지역 경상 누층군 지층대비표 (청하 및 도계동 지질도폭의 지층대비표를 합성)
| 구분     | 대구지역    | 대구지역      | 영양지역 | 영덕지역    | 청하(북포항)지역 |
| -------- | ----------- | ------------- | -------- | ----------- | ---------------- |
| 신 라 통 | 하 양 층 군 | 대구층        | 도계동층 |             |                  |
| 신 라 통 | 하 양 층 군 | 학봉산 분암층 | 오십봉층 | 입봉 분암층 | 보경사 반암류    |
| 신 라 통 | 하 양 층 군 | 신라 역암층   | 청량산층 | 신양동층    | 지경동 화산암류  |
| 낙 동 통 | 하 양 층 군 | 칠곡층        | 가송동층 | 오천동층    | 도천리층원       |
| 낙 동 통 | 신 동 층 군 | 진주층        | 가송동층 | 오천동층    | 청계리층원       |
| 낙 동 통 | 신 동 층 군 | 하산동층      | 동화치층 | 오천동층    |                  |
| 낙 동 통 | 신 동 층 군 | 낙동층        | 울련산층 | 경정동층    |                  |

### 가송동층
가송동층(Gasongdong formation, 佳松洞層)은 원래 안동시 도산면 가송리 가송동마을을 표식지로 하여 영양군, 일월산 지역에 분포하는 지층으로 포항시에는 청하면 서부 산악 지역에 분포한다. 포항 지역의 가송동층은 암상의 차이에 의하여 하부 청계리층원과 상부 도천리층원으로 구분되며 양자는 점이적이고 정합적인 관계이다. 포항 지역의 가송동층 내에는 화석이 발견되지 않으나 그 암상이 안동·영양 내의 가송동층과 유사함으로서 지층명을 그대로 사용한 것으로 영덕 지역의 오천동층에 해당하는 지층이다. 안동·영양 및 포항 지역의 가송동층은 경상 누층군 진주층 및 칠곡층에 대비된다.
가송동층 청계리층원(Gasongdong formation lower cheongyeri member, 淸溪里層員)은 포항시 신광면 반곡리에서 청하면 유계리, 청계리 북부에 이르기까지 북북동 방향으로 분포한다. 서측으로는 보경사 반암류에 의해 관입당하고 동측은 상부의 도천리층원에 의해 정합적으로 덮인다. 청계리층원은 주로 규질 점토암, 사암, 셰일및 역암으로 구성되며 하부는 사암과 역암 그리고 상부는 (암)흑색의 규질 점토암과 셰일이 우세하다. 하부에는 간혹 흑색 셰일이 협재되는데 이는 연속성이 없고 두께 4 m 이하이다. 역암은 하부에 1~2 m 두께로 나타나며 상부로 갈수록 역질 사암 내지 알코스 사암으로 점이한다. 본 지층의 주향은 북동 내지 북서 3~10°이고 경사는 남서 20~30°내지 남동 2~10°이며 지층의 두께는 200 내지 500 m이다.
가송동층 도천리층원(Gasongdong formation upper docheonri member, 道川里層員)은 포항시 청하면 명안리에서 북북동으로 18 km 발달하며 포항시 송라면 대전리 서부를 지나 영덕군 남정면 도천리까지 대상(帶狀) 분포한다. 분포지 서측으로는 청계리층원을 정합으로 덮으며 동측에서는 연일층군 천북 역암층에 의해 부정합으로 덮인다. 도천리층원은 하부로부터 주로 알코스 사암, 자색(赭色) 셰일, 사암 및 응회질사암으로 구성되며 하부는 역암, 역질 사암, 알코스 사암이고 중부는 자색 셰일, 사암, 상부는 응회질 사암이 우세하다. 역암의 자갈은 규질점토암 및 점판암으로 구성되며 원마도는 불량하다. 역암은 자색을 띠고 역질사암 및 알코스사암으로 점이한다. 도천리층원의 주향은 북동 10~30°, 경사는 남동 30~50°가 일반적이며 두께는 200 m이다.
포항시 청하면 유계리, 명안리의 샘재 고개에는 국지도 제68호선을 따라 가송동층이 대규모로 드러나 있다. 가송동층 중간에는 암회색의 염기성 암맥이 관입해 있다.  
포항시의 가송동층
- 북위 36° 12′ 05.0″ 동경 129° 17′ 08.0″ / 북위 36.201389°  동경 129.285556°
- 북위 36° 12′ 04.0″ 동경 129° 17′ 14.0″ / 북위 36.201111°  동경 129.287222°
- 북위 36° 12′ 30.0″ 동경 129° 15′ 44.0″ / 북위 36.208333°  동경 129.262222°
- 염기성 암맥
- 염기성 암맥 북위 36° 12′ 21.0″ 동경 129° 16′ 08.0″ / 북위 36.205833°  동경 129.268889°
- 북위 36° 12′ 16.0″ 동경 129° 16′ 15.0″ / 북위 36.204444°  동경 129.270833°

### 대구층
대구층(Daegu formation, 大邱層)은 대구광역시를 중심으로 그 동쪽의 영천시 등지에 분포하는 지층으로, 포항시 내에서는 기계면 봉계리와 내단리, 미현리 일부 지역에 소규모 분포한다. 주로 암회색, 녹회색, 암흑색 및 자색(赭色)의 셰일과 사질 셰일, 회색의 세립 사암과 이암으로 구성된다. 지층 층리의 주향은 북동 20~60°, 경사는 북서 5~20°이다.

### 발산리층
발산리층(Balsanri formation, 發山里層)은 남구 동해면 발산리와 호미곶면 대동배리에 소규모 분포하는 하양층군에 속하는 백악기의 퇴적암 지층이다. 발산리층은 하한이 없고 북부 해안에서 구룡소 역암층에 의해 정합적으로 덮이고 동부에서는 봉화산 응회암에 의해 부정합적으로 덮이며 남부에서 장기 역암층 혹은 눌대리 응회암에 의해 사교 부정합으로 덮인다.
발산리은 대부분 담회색 내지 암회색을 띠는 사암과 셰일의 호층(互層)이고 동쪽으로 가면서 녹회색 응회질 사암으로 점이된다. 상부에서는 회갈색 이암과 암회색 셰일의 호층이고 최상부 구룡소 역암층과의 접경부에서 녹회색 응회질 사암이 협재된다. 이들은 층리가 잘 발달하지만 적갈색 이암은 층리의 발달이 불량하고 곳에 따라 괴상(塊狀)을 이룬다. 응회질사암은 안산암과 유사하여 구분이 어려운 경우도 있다. 사암에서는 점이층리 등의 퇴적 구조를 발견할 수 있으며, 한달비문재 부근에서는 화강암 관입에 의해 상당히 혼펠스화되어 있다. 
발산리층은 북동 주향에 북서쪽으로 20~40°의 경사가 일반적이지만 동부와 남부로 가면서 이와 상반되며 지역에 따라 상당한 차이를 나타낸다.

### 구룡소와 구룡소 역암층
구룡소 역암층(Guryongso conglomerate formation, ―礫巖層)은 포항시 호미곶면 대동배리와 동해면 발산리 해안에 소규모로 분포하며 발산리층 상부에 정합으로 놓인다. 구룡소 역암층의 상한은 바다에 잠겨 두께를 알 수 없다. 구룡소 역암층은 주로 녹회색 혹은 담갈색을 띠는 화산역암으로 구성되며 상하부에서 회색 및 자색 사암이 불규칙하게 협재된다. 구룡소 역암층의 표식지인 구룡소는 경북동해안 국가지질공원의 지질명소로 9마리의 용이 승천한 전설이 있으며 해안의 암석은 백악기 구룡소 역암층에 해당하며 다양한 화산암편을 포함하고 있다. 돌개구멍(Pot hole)과 타포니(Taponi)가 발견된다.
경북동해안 국가지질공원 구룡소

### 자색셰일 및 회색사암층
자색셰일 및 회색사암층(Kcps; Gyeongsang supergroup hayang group shale and sandstone formation)은 포항 지질도폭(1964)에서 지정한 지층으로 포항시 내에서 신광면 냉수리에서 토성리까지 북북동 방향으로 대상 분포하며 일부가 화강암과 규장암에 의해 포획되어 있다. 본 지층은 하부에서는 주로 적갈색 사암과 셰일, 갈색 또는 회색 사암과 사질셰일로 구성되며 층리가 양호한 자색(赭色) 셰일, 회색 사질셰일이 수 매 협재되어 있다. 상부는 자색의 세립질 사암과 사질 셰일 및 담갈색 치밀 사암으로 구성된다. 지층의 주향은 북서 40~80°, 북동 20~40°정도이다.

### 주사산 화산암류 (주산안산암질암)
주사산 화산암류(朱砂山火山巖類, Jusasan volcanic rocks, 주산안산암질암)는 포항시 북서부, 기계면 남계리, 가안리와 기북면, 죽장면 일대에 분포하는 화산암이다. 화산각력암(Kvb)과 치밀안산암(Kdan), 석영안산암(Kqm), 조립안산암(Kcan)이 영천시 내에 분포한다. 이 암석은 경상 누층군 하양층군 대구층의 퇴적이 끝난 후 융기와 침식 작용을 거쳤다가 화산 활동이 시작된 후 대구층 위를 덮은 것으로 보인다.
화산각력암(Kvb)은 기계면 남계리, 가안리, 기북면 북서부, 죽장면 일대에 넓게 분포하며 풍화에 대한 저항력이 강하여 높고 험준한 산지를 형성한다. 자양면 남부에서 대구층과 접하고 접촉 관계는 부정합적으로 대구층이 퇴적 후 융기해 침식을 받고 있다가 본 암석이 분출해 대구층 위를 덮은 것으로 보인다. 두 암체의 산출 상태 역시 산체(山體)의 하부는 대구층이 상부는 화산각력암이 점유하고 있어 부정합적 피복을 표시하고 있다. 이 암체의 분출은 본 지역의 화산 활동 과정에서 가장 폭발적이고 격렬한 시기에 이루어졌을 것이다. 따라서 이 각력암은 대부분이 폭발적인 분출 각력암 내지 유동(流動) 각력암이며 관입 각력암은 드물다.
- 조립안산암(Kcan)은 기계면 남계리와 기북면 탑정리, 율산리 일부 지역에 국지적으로 분포하고 있다. 탑정리의 암체는 대구층과 석영안산암을 관입한 암주상(巖柱狀) 관입체이며 기계천 건너편의 화산각력암과는 단층으로 접촉하고 있는 것으로 보인다. 본 암석은 열수변질작용을 특징적으로 받고 있어 입상(粒狀) 안산암의 형태이다. 변질 이전의 암상(巖相)은 백악기 화산암류에서 볼 수 있는 반심성관입(半深成貫入) 안산암질암이다. 본 암석은 암녹색, 암갈색 및 담녹색을 띠고, 타 화산암류에 비해 비교적 조립질이며 그의 풍화토는 적갈색을 보인다.[3]
- 치밀안산암(Kdan)은 죽장면 입암리-정자리-일광리의 봉화봉 주변과 죽장면 감곡리 동쪽 능선에 분포하며, 이들은 산 정상이나 능선부에 위치하고 있어 화산각력암 위에 용류(溶流)한 분출암임을 나타내고 있고 화산각력암을 포획하고 있다. 본 암석은 육안으로 볼 때 매우 치밀하며 암흑색, 암회색, 암녹색을 띠고 유색 광물의 반정(斑晶)을 별로 볼 수 없다. 깨어진 자국이 비교적 평탄하며 어떤 종류는 망치로 두드릴 때 고음의 쇠소리를 낸다. 풍화면에서는 회색을 띠어 규장암의 표면과 유사하게 보인다. 본 암석에서 간혹 석영 반정이 발달될 경우 석영안산암과 구분하기 힘들다.[3]
- 석영안산암(Kqan)은 죽장면 지동리와 신광면 상읍리-기북면 성법리의 비학산(761.5 m) 주변에 분포하며 혼펠스화된 대구층을 관입하고 치밀안산암을 포획하며 조립안산암의 관입을 받았다. 비학산 주변 지역에는 암회색의 반상 조직을 나타내는 반정질암이며 드물게 유동(流動) 구조를 보인다.[3]

### 지경동 화산암류 (석영조면암)

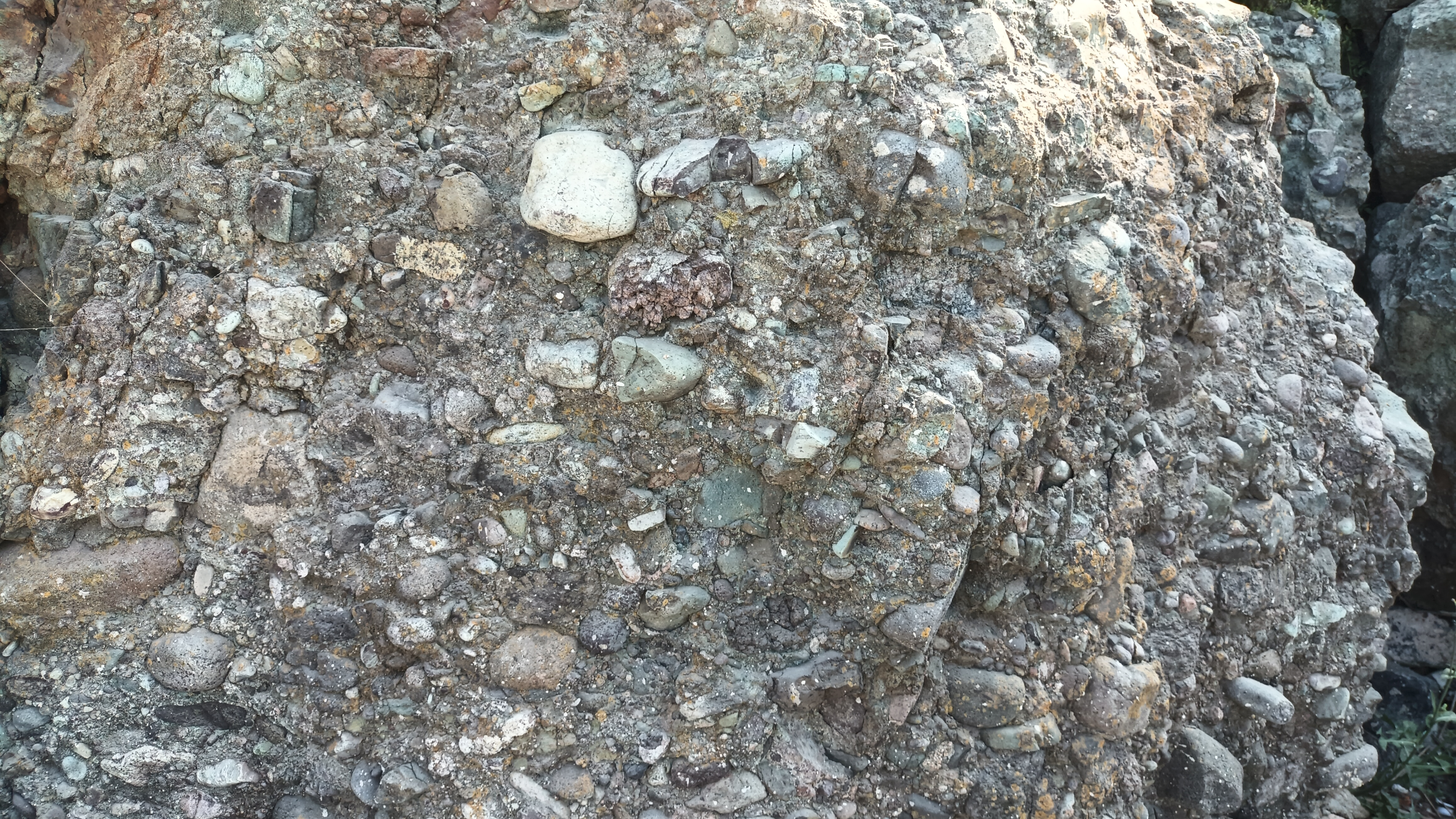
포항시 흥해읍 칠포리, 흥해읍 해안로 1572 동쪽 해안도로에 드러난 석영조면암/지경동 화산암류

지경동 화산암류(Kg; Gigyeongdong volcanic rocks, 地境洞火山巖類) 또는 석영조면암은 포항시 송라면 지경리를 표식지로 하여 흥해읍 북동부 곡강리와 칠포리, 금장리와 청하면 소동리 경계 지역, 청하면 이가리 북서부, 미남리, 용두리, 방어리, 조사리 동부, 방석리의 천마산과 봉화산 주변에 분포하는 산성 화산암이다. 파리질 반상구조(玻璃質斑狀構造; vitrophyritic structure)를 보이고 반정(斑晶)은 석영과 장석으로 구성된다. 주로 석영조면암과 이에 수반되는 녹색 응회암, 응회질셰일 등으로 구성되며 경상 누층군 청량산층과 영덕군 지역의 신양동층에 대비되는 것으로 보인다. 특히 미남리의 용산(203.6 m)에서는 석영조면암의 발달이 현저하며 월포리 북동부 월현산(107.4 m) 일대에서는 백색 내지 갈색의 유상(流狀) 구조를 보이는 석영조면암이 현저하다. 암석의 색깔은 담회색, 암회색, 담녹색, 황갈색, 담홍색 등으로 다양하다. 청하면 미남리-이가리에서는 연일층군 흥해층과 이동층에, 월현산 부근에는 학림층에 의해 부정합으로 덮인다. 이 암석의 절대 연령은 핵분열비적 저어콘 연대(52.1±2.3 Ma)로 신생대 중기 에오세임이 보고되었다. 포항 분지의 대심도 시추 결과에 의하면 이 암석은 포항 분지 기저에 넓게 분포한다.

### 반암
반암(pophyrite, 玢巖)은 포항시 송라면 대전리, 지경리 일부 지역에 소규모 분포한다. 이 암석의 정확한 지질시대는 알 수 없으나 지경동 화산암류의 화산활동 이후로 추정된다. 반암은 연일층군 천북 역암층에 의해 덮이고 경상 누층군 가송동층 도천리층원을 관입한다.

### 보경사 반암류
보경사 반암류(Bogyeongsa pophyrite, 寶鏡寺玢巖類)는 보경사 북서부의 내연산(711.3 m), 천령산(774.8 m), 동대산(792.4 m) 일대 산악 지대에 넓게 분포하는 암석으로 고산 지대를 형성하며 계곡은 침식되어 깊은 계곡을 이루고 곳곳에 폭포도 있다. 이 암석은 주로 암녹색 분암으로 구성되고 각력을 함유하고 있어 화산 각력암의 양상을 지닌 것도 있다. 석기(石基)는 암녹색이며 여기에 백색 장석 반정(斑晶)이 많이 있다. 보경사 반암류는 천령산 부근에서 가송동층 하부 청계리층원을 관입하고 송라면 대전리에서는 가송동층 상부 도천리층원을 관입한다.
포항시의 보경사 반암류·안산암질암
- 포항시 죽장면 상옥리 국지도 제68호선 도로변
- 포항시 죽장면 하옥리 하옥계곡, 국지도 제69호선

## 중생대불국사 화강암

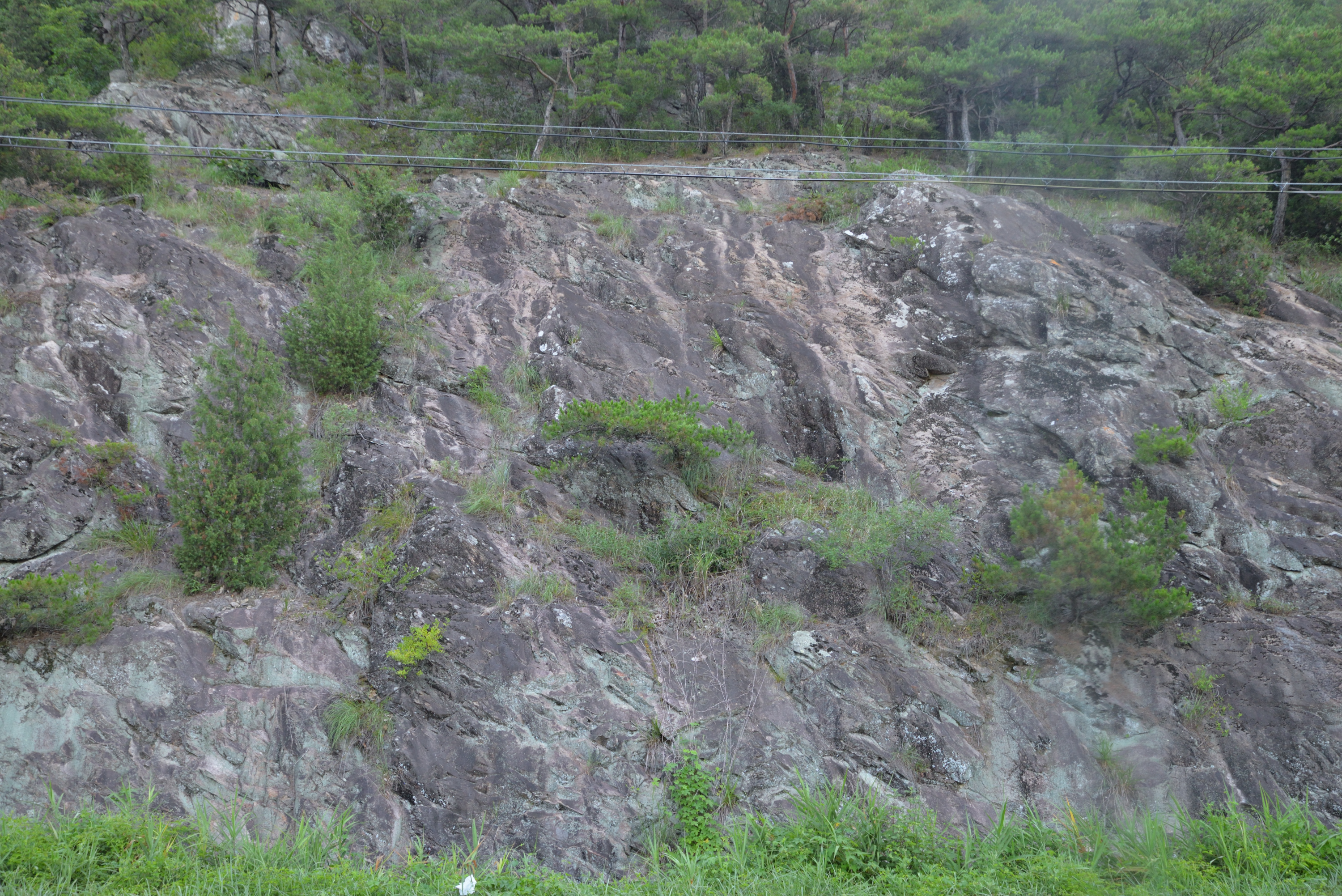
중생대 백악기 흑운모 화강암, 포항시 신광면 냉수리 국지도 제68호선 도로변 (내단교 동측)
지번: 포항시 북구 신광면 냉수리 산 84-2
좌표:

### 흑운모 화강암
불국사 화강암의 일부인 흑운모 화강암은 포항시 기계면 학야리와 문성리, 화봉리, 지가리, 기북면 대곡리, 신광면 서부 지역에 분포하며 경상 누층군을 관입했다. 현미경 하에서 가리장석, 사장석, 석영 및 흑운모 등으로 구성되며 부 구성 광물로 각섬석, 자철석, 지르콘, 인회석 등이 관찰된다. 세립질 흑운모 화강암은 흑운모 화강암에서 분화(分化)된 것으로 흑운모 화강암에 비해 세립이고 유색 광물의 함량이 비교적 적다. 포항시 기계면 지가리 국도 변에서는 흑운모 화강암이 세립질 화강암을 관입했음을 보여 준다.

### 석영반암
집괴암질 석영반암(agglomeratic quartz porphyry)은 연일읍 유강리에서 학전리 그리고 신광면에서 적색셰일 및 회색사암(Kcps)과 거의 같은 방향으로 신광면 냉수리에서 사정리와 호리까지 발달한다. 암석의 색은 어두운 색, 녹색, 갈색, 흑색을 띠는 것이 대부분이고 일부는 담백색을 나타낸다. 석영반암은 그 관입 시기를 확정할 수 없으나 연일층군의 학림층이 정합으로 피복되고 신광면 냉수리와 토성리 북동부에서 경상 누층군 자색셰일 및 회색사암층을 포획하고 있어 백악기로 추청되고 관입 양상을 보아 불국사 조산운동기에 있었던 심한 화산 활동의 초기에 해당하는 것으로 보인다.

### 규장암
규장암은 포항시 신광면 냉수리에 소규모 분포하고 냉수리 동측의 산록부에서 첨멸된다. 이 암석은 경상 누층군 자색셰일 및 회색사암층을 관입하고 분포지 동쪽에서는 규장암의 침식면 위에 신생대 연일층군 천북 역암층이 부정합으로 놓인다. 잠정질(潛晶質)인 규장암은 일반적으로 (담)황색, 황갈색을 띠고 곳에 따라 절리 내지 열개(裂開)로 인하여 유사 층상(層狀) 구조를 보여 퇴적암과 혼동하기 쉽다.

## 신생대고제3기호미곶층군
신생대 고제3기에 형성된 호미곶층군(Homi cape group)은 호미곶 지역에 분포하며 강사리 각력암, 고금산 안산암, 봉화봉 응회암, 두일포 안산암으로 구성된다.

### 강사리 각력암
강사리 각력암(Tgb; Tertiary Gansari breccia formation, 江沙里 角礫巖)은 호미곶면 북동부 해안에서 대보리와 강사리를 거쳐 석병리까지 동해안을 따라 분포한다. 이 지층은 고금산 안산암에 의해 정합적으로 덮이며, 그 하한이 바다 속에 있기 때문에 지층의 두께를 정확히 알 수 없으나 육상에 분포하는 것만 보면 500 m 이상이다. 이 지층은 대개 담녹색을 띠고 담회색, 담갈색을 띠는 곳도 있다. 암석에 포함된 다른 암석의 조각들은 대부분 안산암, 유문암, 퇴적암 등으로 구성되고 하부일수록 유문암편이 우세하다. 이 암석은 김종렬 외(1991)에 의해 강사리 화산쇄설암으로 불렸고 윤성효 외(1994)에 의해 강사리 응회암으로 명명되었다. K-Ar 및 피션트랙에 의해 46~57 Ma의 연령 범위를 나타낸다.

### 호미곶
호미곶 해안단구는 경북동해안 국가지질공원의 지질유산으로 약 90만 년 전에 만들어졌다. 원래 파식대였던 해안단구는 지면이 점차 융기하여 현재 농경지로 이용된다. 호미곶 일대 해안에는 바위가 노출되어 있는데 이는 지질학적으로 신생대 고제3기의 강사리 각력암에 해당한다. 이곳의 노두는 내부에 다른 암석의 조각들을 포함하고 있다.
경북동해안 국가지질공원 호미곶

### 고금산 안산암
고금산 안산암(Tertiary Gogeumsan andesite)은 호미곶면 구만리, 영일만 해안에서 대보저수지와 고금산을 거쳐 강금리 사이에 길게 분포한다. 강사리 각력암 상위에 놓이고 봉화봉 응회암에 의해 덮이며, 부분적으로 삼정리유문암, 장석반암과 섬록암에 의해 관입당했다. 이 지층의 두께는 대보리 부근에서 최고 약 300 m로 두껍지만 남동부로 가면서 점차 얇아져 첨멸된다. 이 암석은 강사리 각력암과 봉화봉 응회암을 구분해주는 열쇠층(key bed) 역할을 한다.

### 봉화봉 응회암

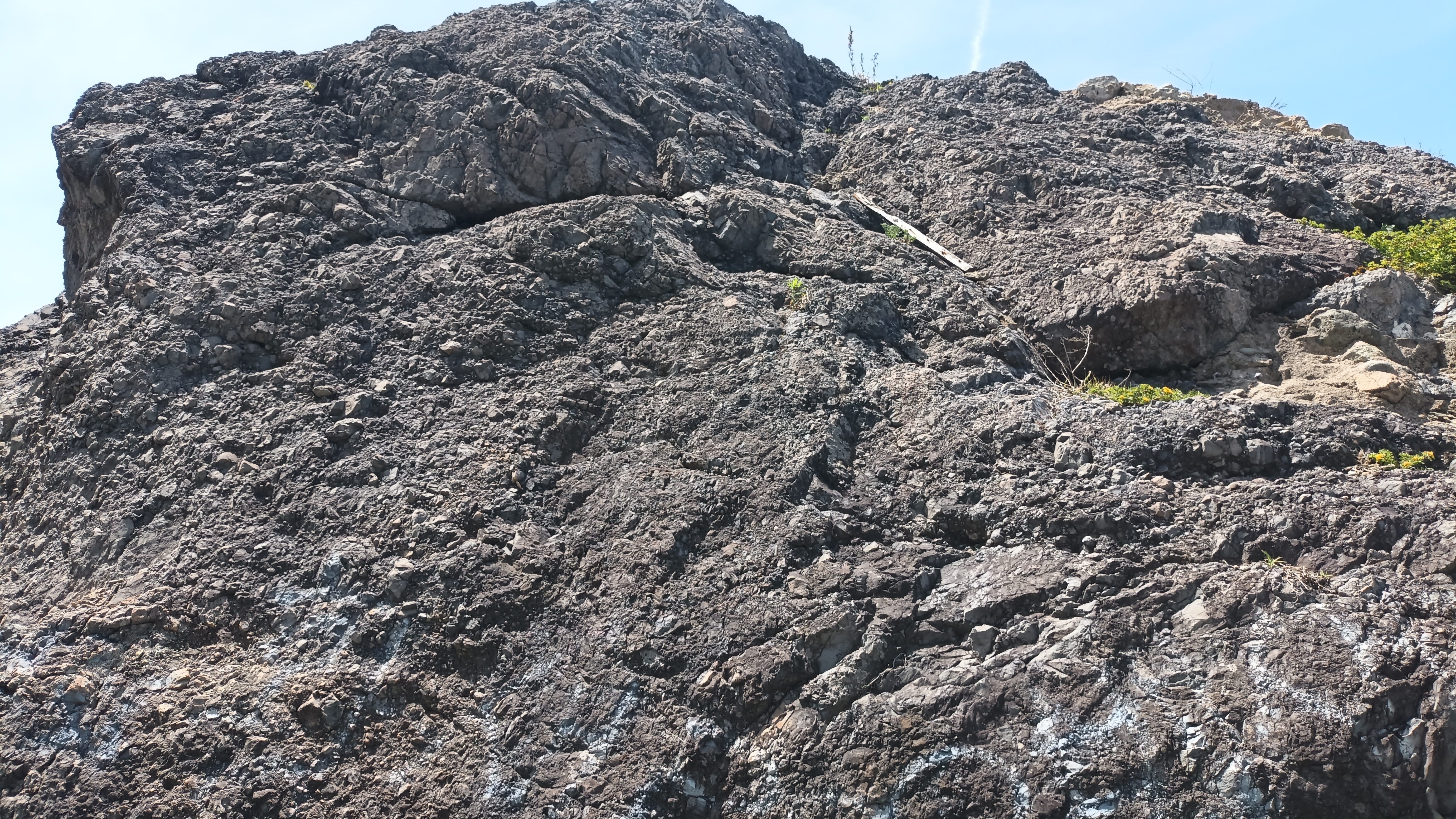
신생대 고제3기 봉화봉 응회암, 포항시 호미곶면 대동배리 지방도 제929호선 도로변

봉화봉 응회암(Tbt; Tertiary Bonghwabong tuff)은 대동배리로부터 강사리와 석병리에 이르는 지역에 분포하고 삼정리 삼정골에 소규모로 분포한다. 이 암층은 고금산 안산암을 덮고 두일포 안산암에 의해 덮이며 두께는 최고 450 m이다. 이 암석에서 진명식 외(1988)는 피션트랙법 연령에 의하여 58.32~49.49 Ma 범위를 보고하여 지질시대는 고제3기 에오세에서 팔레오세에 속한다. 이 암층은 보통 회색 내지 녹회색을 띠며 대부분 화쇄류암으로 구성된다.

### 두일포 안산암
두일포 안산암(Tda; Tertiary Duilpo andesite)은 구룡포읍 석병리와 삼정리에 분포한다. 암록색과 암갈색을 띠는 이 암석은 봉화봉 응회암을 덮고 장기 역암층과 눌대리 응회암에 의해 덮이며, 두께는 최고 약 450 m 정도이다.

## 신생대고제3기관입암류

### 삼정리 유문암
삼정리 유문암(Tsr; Tertiary samjeongri rhyolite)은 중남부에 암주상(巖柱狀)으로 분포하고 삼정리 해안과 구만리 해안에서 맥상(脈狀)으로 노출된다. 이들은 두일포 안산암과 봉화봉 응회암을 관입하거나 고금산 안산암과 봉화봉 응회암을 관입하고 눌대리 응회암에 의해 부분적으로 덮인다. 동쪽 및 북쪽 해안의 암맥은 도홍색내지 회갈색의 색깔을 띠고 유상 엽리를 발달시킨다. 엽리면에는 거의 수직에 가까운 유상선구조(流狀線構造; flow lineation)를 보여주며, 선구조를 따라 녹니석 등의 2차 광물이 거의 수직의 방향으로 평행하게 배열되어 있다. 따라서 이는 유문암이 관입했다는 것을 지시해준다.

### 장석반암
장석반암(Tfp; Tertiary feldspar porphyry)은 호미곶면 구만리 계곡부에서 대보저수지에 걸쳐서 북서-남동 방향으로 대상으로 길게 분포한다. 이 암석은 대체로 고금산 안산암과 봉화봉 응회암 사이를 맥상으로 관입하고 있다. 섬록암과 접하며 산출되지만 이와의 직접적인 접촉부가 발견되지 않으며 기타 관입암류와 접하는 경우가 없다. 그래서 관입암류 간의 선후관계는 미상이지만, 이 암석은 화산암류와 더 깊은 관계가 있는 것으로 생각된다. 이 암석은 담회색을 띠며 세립질 석기(石基)에 장석 반정을 다량 함유한다.

### 섬록암
섬록암(Tdi; Tertiary diorite)은 호미곶면 구만리 공동묘지를 중심으로 고금산 안산암을 관입하면서 소규모 암주(巖柱) 형태로 분포한다. 작은 암주이지만 이 암체는 앞서 설명한 호미곶층군의 화산암류에 대한 화산 중심지에서 이들과 연결되는 후속 심성암체로 간주될 수 있다. 이 암석은 보통 회색을 띠지만 회갈색으로 풍화되어 있다.

### 화강암
화강암(Tgr; Tertiary granite)은 동해면과 호미곶면 경계부의 한달비문재를 중심으로 작은 암주상으로 분포하며, 호미곶면 대동배리 동쪽의 계곡부에도 매우 작게 노출된다. 주변의 백악기 발산리층을 관입하여 열변성시키고 층리를 요곡시킨다. 화강암의 Rb-Sr 연령은 45.6~39.7 Ma 범위로 보고되었다.

## 신생대신제3기연일층군

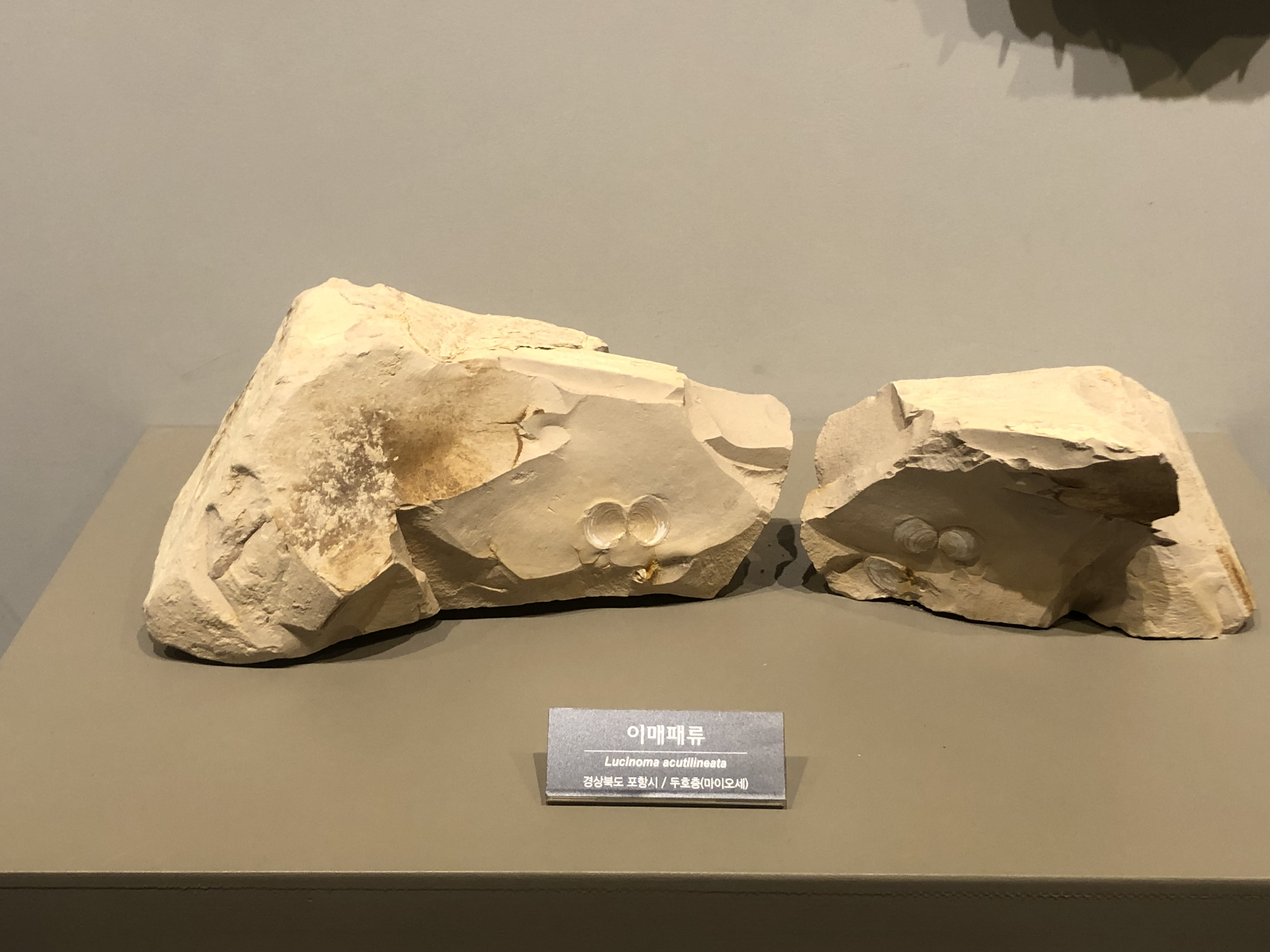
신생대 포항 분지 연일층군 두호층의 이매패류 화석 Lucinoma acutilineata, 국립중앙과학관

### 중흥동층
중흥동층(Jungheungdong Formation)은 포항시 동해면 흥환리와 호미곶면 구만리를 따라 소규모 분포하며 연일 현무암과 눌대리 응회암을 부정합으로 덮는다. 윤성효 외(1994)에 의해 임곡층으로 명명된 바 있으며 연일층군 천북 역암층에 시기적으로 대비된다. 중흥동층은 주로 조립질역암, 사암과 이암이 교호하고 층리가 발달한다. 역암은 대개 암회색 현무암 역이고 드물게 응회암, 안산암, 사암을 포함한다. 직경은 2~25 cm, 원마도는 대체로 아원상이다. 지층의 주향은 북동(국부적으로 북서), 경사는 북서 15~38°이다.

## 신생대신제3기장기층군

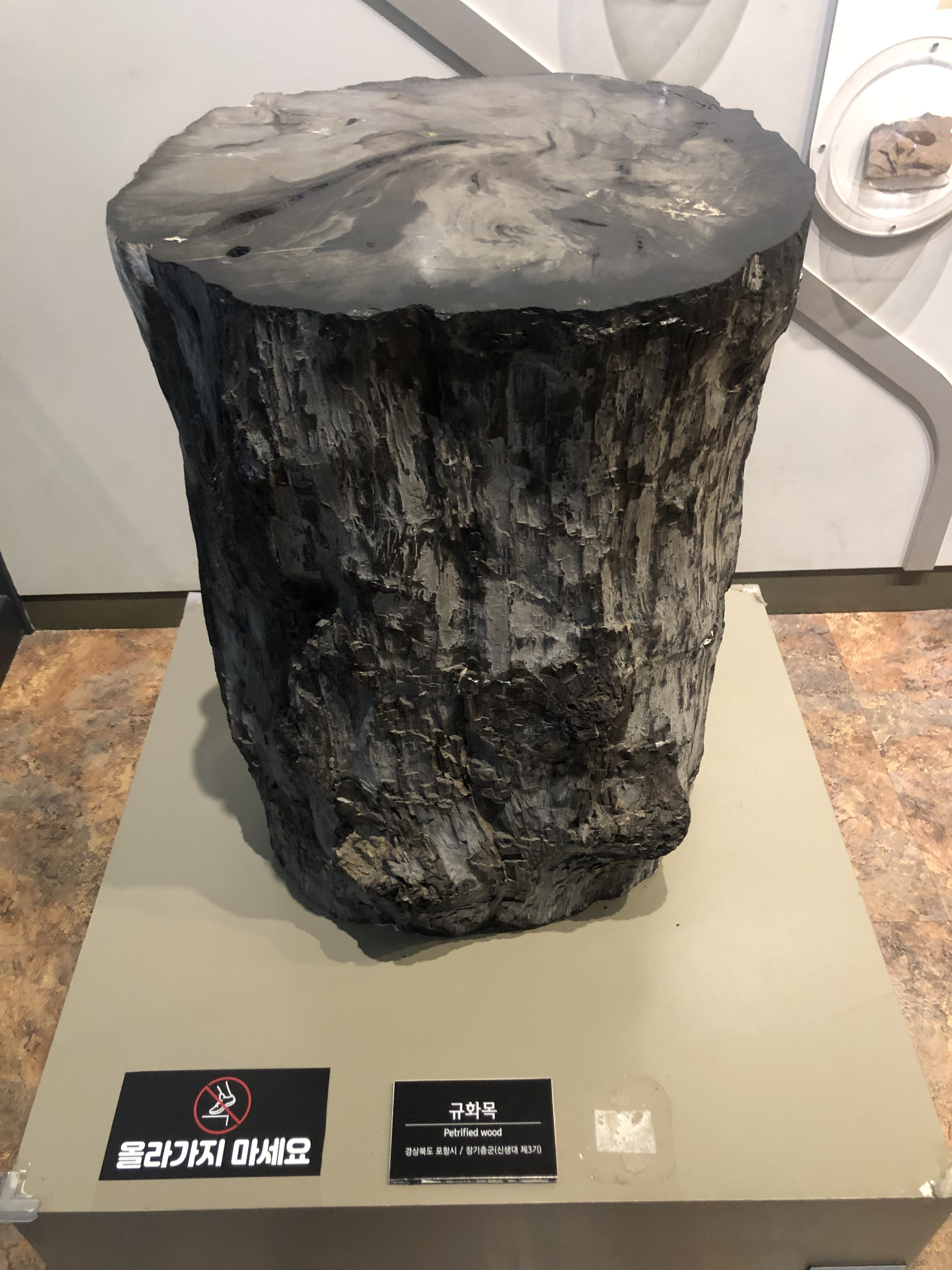
신생대 장기층군 규화목, 국립중앙과학관

장기 분지(Janggi Basin)는 포항시 동해면, 구룡포읍, 장기면 일대에 발달하며 장기층군과 호미곶층군 그리고 여러 관입암류로 구성되는 퇴적 분지이다. 장기 분지는 포항 분지나 와읍 분지와 같이 인리형 분지(pull-apart basin)에 해당한다. Son et al., 2013) 장기 분지에는 전기 마이오세에 이원성 화산활동이 있었으며 지질 분포를 바탕으로 구룡포, 오천, 뇌성산, 영암리 지괴 및 양포소분지로 구분된다. 장기 분지의 북서쪽 경계는 북동 30°방향으로 발달된 오천 단층에 의해 규제되며, 중서부는 북동-방향의 모리령 단층에 의해 단절되어 유천층군 기반암과 경계한다. 분지 남부에서는 부정합 관계로 경계하는 유천층군 기반암에 의해 남쪽의 어일 분지와 구분된다. 북동쪽 경계는 기반암으로 산출되는 백악기 퇴적암과 에오세로 추정되는 호미곶층군 화산암류와 대부분 부정합 관계로 접한다.

### 장기 역암층
장기 역암층(Tertiary Janggi Conglomerate formation, 長鬐 礫巖層)은 공개산을 중심으로 동해면 흥환리, 중흥리, 눌대리와 청룡사 지역의 여러 계곡부에 노출되는 역암 지층이다. 이들은 청룡사 부근에서 두일포 안산암을 부정합으로 덮으며 흥환리에서 백악기 발산리층을 부정합으로 덮는다. 역암의 역은 안산암, 응회암 등 화산암과 녹회색, 적갈색 사암, 암회색 셰일, 석영반암 등으로 구성되며 원마도는 아원상~각상이고 분급은 매우 불량하다. 퇴적암 사이에는 데사이트질 응회질사암과 사암, 이암 등이 협재된다. 가끔 괴상의 갈탄과 탄질셰일을 소규모로 협재한다.
김광호 외(1986)가 칼륨-아르곤 연대 측정을 실시한 결과 적갈색 용결응회암의 역(礫)이 42.9±2.2~40.5±2.1 Ma 범위로 보고되었다.

### 성동리층
성동리층(Seongdongri Formation)은 장기 역암층을 정합으로 덮는 데사이트질 화산력 응회암과 이와 교호하는 응회암, 응회질 퇴적암, 이암 등으로 구성된다. 응회질 퇴적암은 실트암과 이암 등 세립질 퇴적물이 가장 우세하다.

### 뇌성산현무암질암
뇌성산현무암질암(Noeseongsan basaltic rock)은 포항시 구룡포읍 성동리와 장기면 학계리의 경계에 있는 뇌성산(212.8 m) 일대에 발달하는 현무암질 화산암류이며 주상절리가 관찰된다. 

### 눌대리 응회암
눌대리 응회암(Tertiary Nuldaeri tuff)은 흥환리, 중흥리, 눌대리와 청룡사 지역에서 장기 역암층을 정합적으로 피복하며, 공개산 데사이트에 의해 정합적으로 덮이거나 혹은 연일현무암에 의해 덮인다. 이 암층은 남부에서 100 m 이상 두께를 나타내며 남서쪽으로 가면서 두꺼워지는 양상이다. 이 암층은 대부분 강하응회암(fallout tuff)과 회류응회암(ash-flow tuff)으로 구성되고 응회각력암(tuff breccia)과 층회암(tuffite)을 협재한다. 이영길(1975)은 눌대리 응회암에서 규조류 화석을 발견하였다.

### 공개산 데사이트
공개산 데사이트(Tgd; Tertiary Gonggaesan desite)는 공개산(214.6 m)을 중심으로 주변 산릉부에 분포하며 그리고 호미곶면 대보리 남서부 산지에도 소규모로 분포한다. 이 암층은 주로 눌대리 응회암을 피복하고 부분적으로 연일현무암에 의해 덮인다. 칼륨-아르곤 연대 측정 결과는 데사이트가 20.7±1.2~22.7±1.3 Ma, 진주암이 20.7±1.2 Ma로 보고되어 있다.

### 연일 현무암
연일 현무암(Tyb; Tertiary yeonil basalt)은 흥환리 동쪽 산릉부, 구룡포리 응암산에 다소 큰 암체로 분포하고, 흥환리와 발산리 해안, 대동배리와 구만리 해안과 삼정리 해안에 소규모로 흩어져 분포한다. 이 현무암은 주로 눌대리 응회암 위를 덮지만 북쪽에서는 강사리 각력암, 봉화봉 응회암을 부정합으로 덮는다. 그리고 구만리와 흥환리 해안에서 중흥동층에 의해 덮이며, 두께는 최고 80 m 이내를 나타낸다. 이 암층은 대부분 현무암질 용암류로 구성되지만 하부에 각력암을 가진다. 이들은 화학적인 풍화작용에 강하고 가파른 절벽을 이루는 지형적 특징을 나타낸다. 용암류는 풍화면에서 양파구조를 발달시키기도 하며, 특히 도폭 중앙부의 암체에서 산릉부를 차지하면서 주상절리를 발달시킨다.

## 같이 보기
- 포항 분지 (연일층군)
- 와읍 분지
- 양산 단층
- 연일구조선
- 포항시